# Notre Juliette
Pour plus de détails, voir Fiche technique et Distribution.
Notre Juliette est un téléfilm français réalisé par François Luciani en 1990.

## Synopsis
Juliette, une fillette de 11 ans, est persuadée d'être mal aimée par ses parents. Sa mère, Marie, et son père, Vincent, sont divorcés. Juliette habite une semaine sur deux chez son père et chez sa mère. Les deux parents essayent de satisfaire leur fille. Mais Juliette doute de l'amour que lui portent ses parents, et a l'impression qui sont davantage préoccupés par les difficultés de leur relation que par ses états d'âme. 

## Fiche technique
- Titre : Notre Juliette
- Réalisation : François Luciani
- Scénario : Joëlle Goron et François Luciani
- Image : Jean-Paul Schwartz
- Musique : Jean-Marie Sénia
- Montage : Chantal Delattre
- Production : Hamster Productions, 3 Thèmes Inc, Antenne 2
- Genre : Drame
- Durée : 1h22 minutes
- Date de diffusion : 19 décembre 1990 sur Antenne 2

## Distribution
- Véronique Jannot : Marie
- Patrick Chesnais : Vincent
- Jean-Michel Dupuis : David
- Jennifer Covillaut : Juliette
- Maurice Baquet : Papy
- Jean-Pierre Bagot : Charlie
- Brigitte Chamarande : la stagiaire
- Sylvie Jacob : Justine